# Phaeospora rimosicola
Phaeospora rimosicola är en lavart som först beskrevs av William Allport Leighton och William A. Mudd, och fick sitt nu gällande namn av Hepp och Stein. Phaeospora rimosicola ingår i släktet Phaeospora, och familjen Verrucariaceae. Arten är reproducerande i Sverige.